# Dicerocaryum zanguebarium
Dicerocaryum zanguebarium är en sesamväxtart som först beskrevs av João de Loureiro, och fick sitt nu gällande namn av Merrill. Dicerocaryum zanguebarium ingår i släktet Dicerocaryum och familjen sesamväxter. Inga underarter finns listade i Catalogue of Life.